# Unobtainium
Unobtainium (z ang. unobtainable – „nieosiągalny”, „niedostępny” + sufiks łac. ium, jako parafraza nazewnictwa IUPAC dla nowych pierwiastków chemicznych, np. ununoctium) – określenie stosowane w naukach inżynieryjnych, science fiction i eksperymentach myślowych, opisujące bardzo rzadki, drogi lub nawet fizycznie niemożliwy do wykonania materiał, którego właściwości są niezbędne do uzyskania zakładanego rezultatu.

## Unobtainium w filmieAvatar

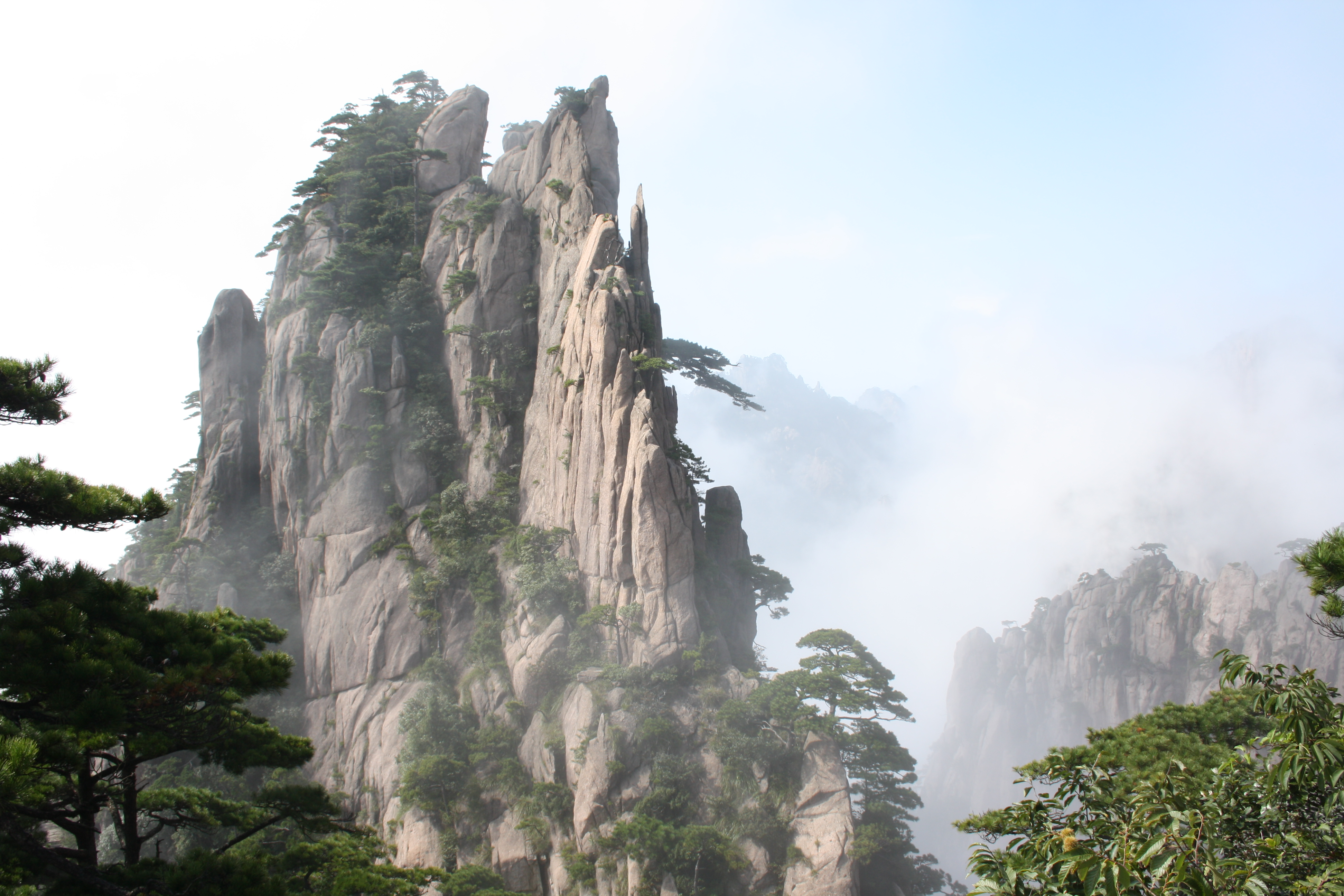
Góry Alleluja były częściowo inspirowane górami Huang Shan

Głównym powodem ziemskich ekspedycji na Pandorę jest chęć pozyskania jedynego w swoim rodzaju związku chemicznego unobtainium. Jest on nadprzewodnikiem wysokotemperaturowym, zachowującym swe właściwości w temperaturze pokojowej.
Nadprzewodnik ten wytwarza niezwykle silne pole magnetyczne, przez co odpycha namagnesowane przedmioty, oraz posiada zerową rezystancję. W przeciwieństwie jednak do współcześnie znanych materiałów, właściwości te zachowuje w temperaturze pokojowej.
Unobtainium przyczyniło się do wytworzenia na Pandorze takich elementów krajobrazu jak:
- Kamienne łuki – zbudowane są przede wszystkim z rudy żelaza. Uformowały się, kiedy Pandora stygła do stanu stałego. Pole magnetyczne ukształtowało ciekłą rudę żelaza do obecnej formy, po czym zastygała. Otaczający je materiał erodując przez wieki stopniowo odsłaniał łuki[2].
- Góry Alleluja – ich geneza jest podobna do kamiennych łuków. Minerał, z którego są zbudowane, ma podobne właściwości do rudy żelaza, przez co działa na nie pole magnetyczne wytwarzane przez unobtainium. Gdy planeta stygła, nadprzewodnik wyrzucił ogromne masy minerału w powietrze, które też tam pozostały tworząc góry[2].

Obecność łuków oraz gór świadczy o dużej ilości unobtainium pod tymi elementami krajobrazu.